# Gonzalo Romero
Gonzalo Antonio Romero Paz (Città del Guatemala, 25 marzo 1975) è un ex calciatore guatemalteco, di ruolo centrocampista.